# Šofar
Šofar je obredni rog kojega koriste Židovi u bogoslužju. Obično je ovnujski ili kozji rog u kojega se puše u sinagogi pri obredima u doba velikih blagdana: Roš hašana - nove godine i Jom kipur, dana pomirbe, otkupa grijeha.

## Povijest
Za izradu šofara koristilo se rog od koze ili vola. U Bibliji ga se spominje na mnogo mjesta. Kod starih Židova bio je iznimno važno glazbalo u bogoslužju, trubilo se u nj za velikih blagdana, uz znak šofarom proglašen je Sinajski savez. Također je služio i za svjetovne stvari, poput davanja signala u ratu. Služio je i za davanje signala. Na njemu se mogu odsvirati samo 2 tona. Prema Bibliji, šofar je kao obredno glazbalo imao magičnu moć u ratu. Uz znak šofarom pale su jerihonske zidine. I u današnjem Izraelu se služe šofarom.

## Nacionalno oslobođenje
Židovima nije bilo dozvoljeno svirati u šofar pred Zidom plača u Jeruzalemu tijekom osmanske i britanske vladavine. Tek nakon Šestodnevnog rata, rabin Shlomo Goren je pristupio Zidu i zatrubio u šofar. Instrument je jedan od nacionalnih simbola.